# Колебаєв Олексій Семенович
Олексій Семенович Колебаєв (31 березня 1914, село Комишенка Акмолинського повіту, тепер Астраханського району Акмолинської області, Казахстан — 26 квітня 1982, місто Алма-Ата, тепер Алмати, Казахстан) — радянський казахський діяч, секретар ЦК КП Казахстану, 1-й секретар Східно-Казахстанського обласного комітету КП Казахстану. Депутат Верховної ради Казахської РСР 6—8-го скликань. Депутат Верховної ради СРСР 7-го скликання.

## Життєпис
У 1934 році закінчив робітничий факультет у місті Семипалатинську.
У 1940 році закінчив Казахський гірничо-металургійний інститут, інженер-механік.
Член ВКП(б) з 1940 року.
У 1940—1943 роках — помічник майстра, майстер, начальник зміни, заступник начальника цеху управління «Півдуралнікель».
У 1943—1944 роках — завідувач відділу Орського міського комітету ВКП(б) Чкаловської області.
У 1944 році — партійний організатор ЦК ВКП(б) Південно-Уральського нікелевого заводу.
У 1945—1946 роках — партійний організатор ЦК ВКП(б) Орсько-Халіловського металургійного комбінату Чкаловської області.
У 1946—1948 роках — начальник електропічного управління, контролер Міністерства кольорової металургії СРСР на Південно-Уральському нікелевому комбінаті.
У 1948—1950 роках — начальник зміни Усть-Каменогорського цинкового комбінату Казахської РСР.
У 1950—1952 роках — партійний організатор тресту «Алтайсвинецьбуд».
У 1952—1955 роках — партійний організатор Усть-Каменогорського цинкового комбінату імені Леніна.
У 1955—1958 роках — завідувач відділу Східно-Казахстанського обласного комітету КП Казахстану.
7 січня 1958 — січень 1963 року — секретар Східно-Казахстанського обласного комітету КП Казахстану.
З 3 по 19 січня 1963 року — голова Організаційного бюро Східно-Казахстанського обласного комітету КП Казахстану із промислового виробництва.
19 січня 1963 — 28 грудня 1964 року — 1-й секретар Східно-Казахстанського промислового обласного комітету КП Казахстану.
28 грудня 1964 — 13 квітня 1965 року — 1-й секретар Східно-Казахстанського обласного комітету КП Казахстану.
5 квітня 1965 — 25 квітня 1975 року — секретар ЦК КП Казахстану.
З квітня 1975 року — на пенсії.
Помер 26 квітня 1982 року в місті Алма-Аті (Алмати). Похований на Центральному цвинтарі Алмати.

## Нагороди
- орден Жовтневої Революції
- чотири ордени Трудового Червоного Прапора
- медалі